# Villa Zillerstraße 4 (Radebeul)
Die Villa in der Zillerstraße 4 liegt im Stadtteil Niederlößnitz der sächsischen Stadt Radebeul. Sie wurde in den Jahren 1874/76 durch die Gebrüder Ziller errichtet.

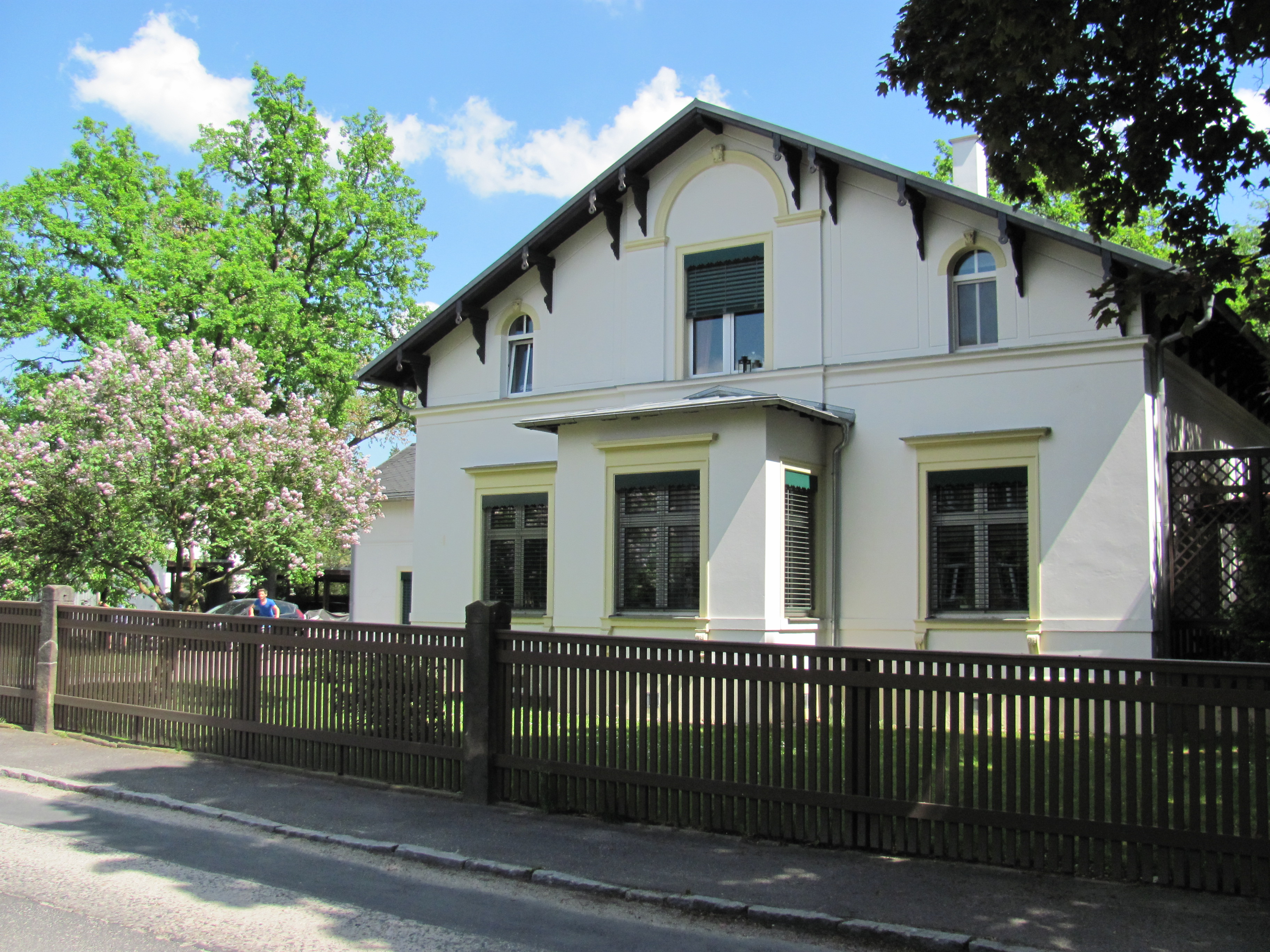
Villa Zillerstraße 4: Straßengiebel

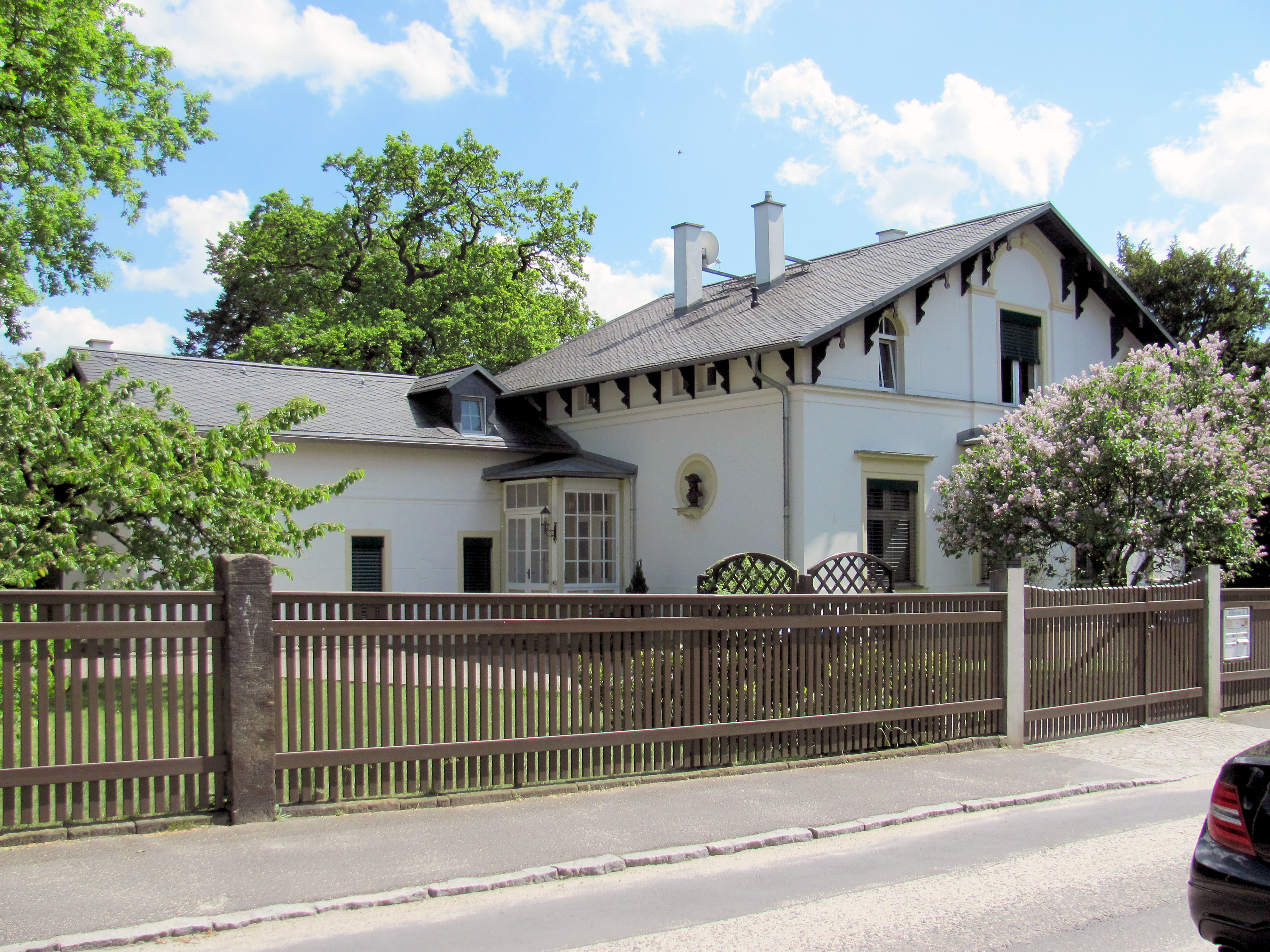
Villa Zillerstraße 4 mit Nebengebäude

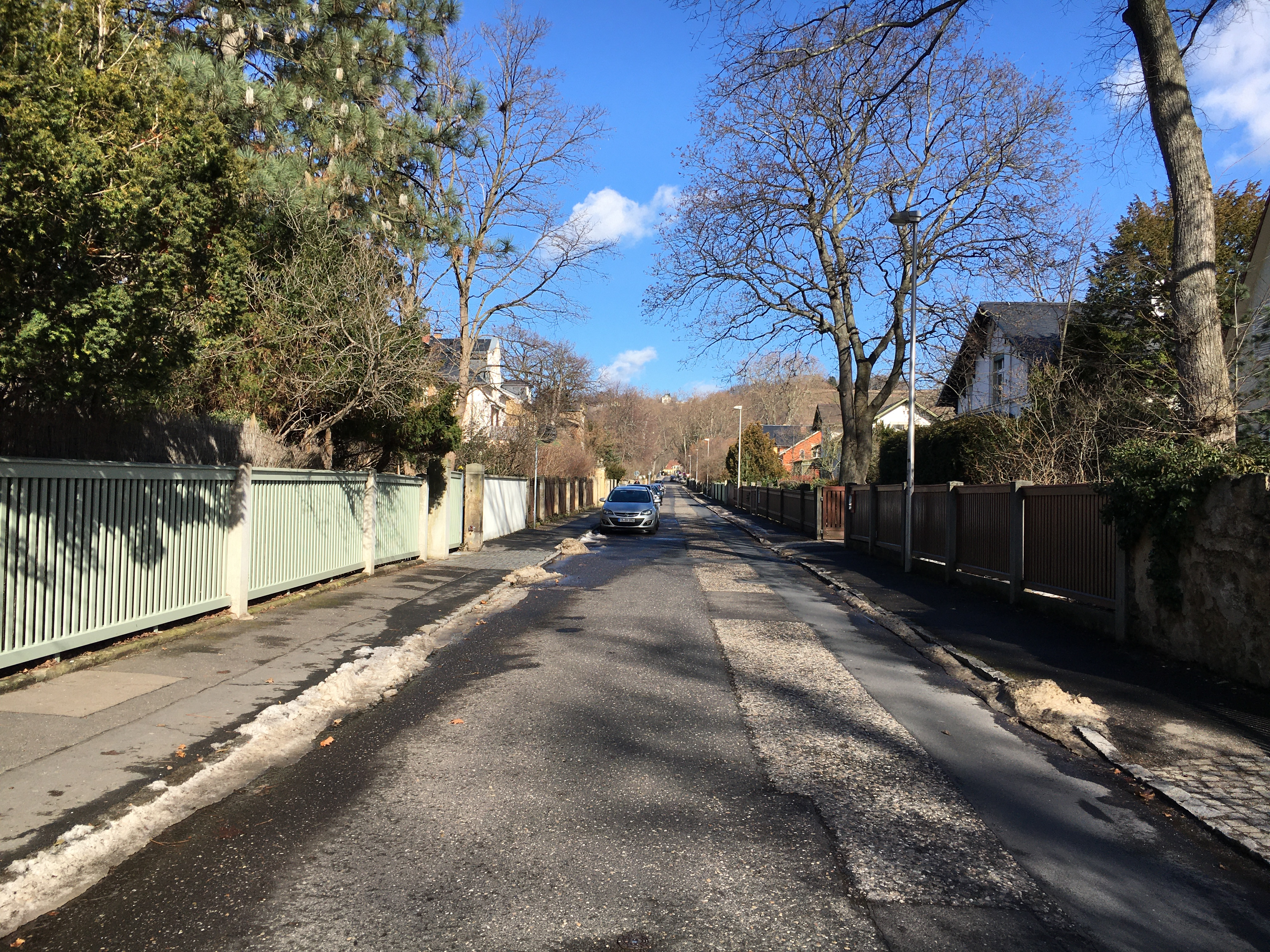
Rechts steht die Nr. 4; dahinter, gegenüber dem parkenden Auto, die ebenfalls denkmalgeschützte Zillerstraße 6

## Beschreibung
Die anderthalbgeschossige, mit ihrem Nebengebäude unter Denkmalschutz stehende landhausartige Villa steht giebelständig zur Straße, oben auf dem Kniestock sitzt ein weit überkragendes, schiefergedecktes Satteldach. Das Wohnhaus hat einen auf der nordseitigen Traufseite, das heißt der linken Seitenansicht, angebauten, eingeschossigen Seitenflügel mit niedrigerer Geschoss- sowie Traufhöhe und Satteldach. In der sich dadurch ergebenden Innenecke befindet sich der Eingang in einem verglasten, verandaartigen Vorbau. Dort befindet sich im Dach des Nebengebäudes eine Giebelgaube sowie rechts in der Wand eine ungewöhnliche ovale Wandnische mit einem behüteten Frauenkopf.
Der Giebel zur Straße wird vom Geschoss darunter durch einen Gurtgesims abgegrenzt. Im Giebel befindet sich mittig ein Rechteckfenster mit einer „sandsteingefasste[n] Rundbogenüberhöhung mit Schlussstein und Putzlisenen, Lünette wahrscheinlich ursprünglich mit Bemalung“. Die beiden seitlichen Achsen der dreiachsigen Giebelseite werden durch etwas kleinere Rundbogenfenster gebildet. Die zahlreichen aus dem Dach herausragenden Dachsparren werden jeweils durch geschnitzte Holzkonsolen gestützt. Im Erdgeschoss dieser Giebelseite findet sich mittig ein rechteckiger Standerker, beidseitig durch Rechteckfenster begleitet, die durch Sandsteingewände, horizontale Verdachungen, Sohlbank-Konsolen und ein Sohlbank-Putzband geschmückt werden. Der „Giebel im Osten [,also auf der nicht einsehbaren Gebäuderückseite, ist] noch reicher geschmückt“.
In der rechten Seitenansicht befinden sich zwei Türen zur Terrasse. In der linken Seitenansicht befindet sich vor der Gebäudeecke ein rundes Blindfenster mit Konsole.
Die Fassaden sind glatt verputzt und durch Simse gegliedert. Auch der Sockel ist verputzt.
Die Einfriedung besteht aus Holzzaunfeldern zwischen Sandsteinpfeilern.